# بیگ بد ولف

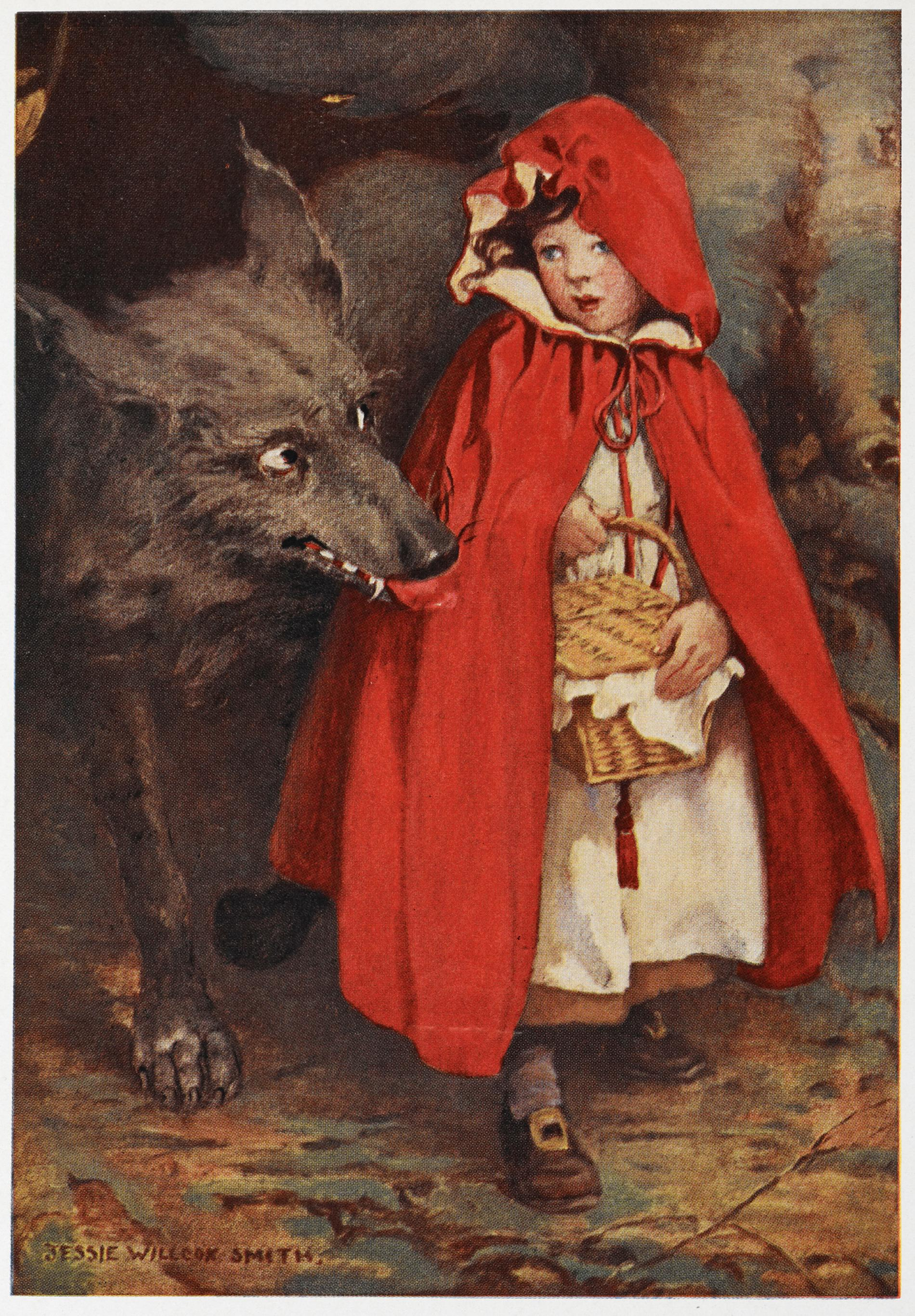
تصویری از بیگ بد ولف با شنل‌قرمزی اثر جسی ویلکاکس اسمیت

بیگ بد ولف (انگلیسی: Big Bad Wolf) یک گرگ خیالی است که در چندین داستان احتیاطی ظاهر می‌شود که شامل برخی از قصه‌های برادران گریم می‌شود. نسخه‌هایی از این شخصیت در آثار متعددی ظاهر شده‌است، و به عنوان نمونه ای عمومی از یک هماورد درنده خطرناک تبدیل شده‌است.